# ORBITAL ERA
『ORBITAL ERA』（オービタルエラ）は、大友克洋の原案・監督・脚本による日本のSF長編アニメーション映画。制作はサンライズ。公開時期は未定。

## 概要
大友克洋の『AKIRA』（1988年）、『スチームボーイ』（2004年）に続く3作目の長編アニメーション映画で、大友自身が原案・脚本・デザインワークス・監督を手掛ける。
物語の時代は近未来、舞台は建設途上のスペースコロニー。特異な環境や社会の中、翻弄されながらも生きていく少年達による冒険活劇で、少年の目を通して『人類未来のリアル』が描かれる。

## スタッフ
- 原案・脚本・デザインワークス・監督：大友克洋
- 3DCGアニメーション：YAMATOWORKS[5]
- アニメーション制作：サンライズ

## 制作
2019年7月5日（現地時間7月4日）、アニメ・エキスポ2019で開催したサンライズパネル内にて、大友克洋監督、浅沼誠（サンライズ代表取締役社長）、土屋康昌（同プロデューサー）が登壇し、制作発表を行った。

## 公開
公開時期は未定。